# Chloris montana
Chloris montana är en gräsart som beskrevs av William Roxburgh. Chloris montana ingår i släktet kvastgrässläktet, och familjen gräs. Inga underarter finns listade i Catalogue of Life.